# Christopher Missilou
Christopher Missilou (Auxerre, 18 luglio 1992) è un ex calciatore francese naturalizzato congolese (Repubblica del Congo), di ruolo difensore.

## Carriera

### Club
Ha giocato una partita nella prima divisione francese con l'Auxerre ed una partita nella seconda divisione francese con il Brest, trascorrendo poi il resto della carriera tra la terza e la quarta divisione di Francia ed Inghilterra.

### Nazionale
Ha giocato 4 partite con la nazionale congolese, in cui ha esordito nel 2012.